# El bosque animado
|  | Per a altres significats, vegeu «El bosque animado, sentirás su magia». |

El bosque animado és una pel·lícula espanyola dirigida en 1987 per José Luis Cuerda, i basada en l'obra del mateix nom de l'escriptor gallec Wenceslao Fernández Flórez. El rodatge del film es va dur a terme en la localitat corunyesa de Sobrado.

## Argument
La pel·lícula, en clau tragicòmica, mostra les aventures dels habitants humans de la fraga de Cecebre i com s'entrecreuen els seus camins a l'empara d'un bosc viu en el qual animals, persones i plantes formen un sistema harmònic. Destaquen les desventures de Malvís, un jornaler que fart de les penúries del seu ofici, decideix fer-se en bandit i ocultar-se en la garrotxa amb el sobrenom de Fendetestas, i al qual se li unirà com a aprenent un vailet, Fuco; de Geraldo, un pouer que va perdre una cama caçant balenes i enamorat d'Hermelinda, qui marxa a la ciutat farta de la seva tia; de l'ànima en pena de Fiz de Cotovelo, condemnada a seguir després de la Santa Compaña, i dels senyors D'Abondo, els senyors de la parròquia, entre altres personatges. A diferència de la novel·la en la qual es basa, els animals i plantes no es presenten com humanitzats, i es reforcen els aspectes còmics del relat.

## Personajes principales
- Xan de Malvís (Alfredo Landa). Llaurador que, fart dels escassos guanys que dona el camp, decideix anar a la muntanya i convertir-se en el lladre de la fraga de Cecebre, amb el sobrenom de “Fendetestas”.
- Geraldo (Tito Valverde). Pouer coix enamorat de Hermelinda. El seu amor cap a la jove és un altre dels eixos del llibre. Incidentalment la seva història està plagada de viatges mariners: de jove es va enrolar en un balener, on va perdre una cama. Viu la seva malenconiosa existència en un alt de la frag fins que mor cavant un pou per a un veí.
- Hermelinda (Alejandra Grepi). Neboda de Juanita Arruallo. Després de ser la criada de la seva tia durant molts anys, farta d'aquesta servitud, decideix anar-se a la ciutat a millorar posició. Sap que Geraldo, el pouer està enamorat d'ella, però no li correspon i prefereix sortir, ballar i divertir-se amb la resta de joves de la fraga.
- Juanita Arruallo (Encarna Paso). Tia d' Hermelinda. És una dona gran i garrepa. Té molt mal geni. Mostra el seu costat hipòcrita en la vetlla de Pilara, la seva criada.
- Pilara (Laura Cisneros). Filla de Marica da Fame, germana de fuco i criada de Juanita Arruallo. Sempre temorosa de les reprimendes de la seva mestressa, no li importa prendre les decisions més arriscades perquè ningú es quedi amb els diners trets de la venda de la llet. Fins que una de les seves imprudències li costa la vida.
- Fuco (José Esteban Alenda). Germà de Pilara i fill de Marica. Es busca la vida pel bosc, caçant ratolins, i roba carbó del tren que passa per Cercebre per subsistir. Posteriorment serà aprenent de Fendetestas.
- Marica da Fame (Luma Gómez). Mare de Pilara i Fuco, dos nens d'uns 10 anys. Probablement és la dona més pobra i famolenca de la fraga. La seva vida és un retrat de la supervivència davant la falta de recursos.
- Amelia Roade (Amparo Baró). Germana de Gloria, estiuegen a Cecebre per prescripció facultativa, encara que no s'adapten a la fraga i viuen un continu sobresalt.
- Gloria Roade (Alicia Hermida). Germana de l'anterior.
- Fiz de Cotovelo (Miguel Rellán): Nom del difunt que va vagant pel bosc fins que un cristià pelegrí descalç en el seu nom a Santo André de Teixido. Encara que Fendetestas es fa el seu amic, aquest desitja que desaparegui, perquè espanta als que creuen la fraga, agafen un altre camí i deixen al bandit sense botí.
- Roque Freire (Manuel Alexandre). Un dels llauradors més rics de la fraga de Cecebre. És assaltat en el bosc per "Fendetestas" i sosté amb ell un diàleg ple d'humor i ironia.
- Sr. D'Abondo (Fernando Rey). Personatge de la noblesa rural de Cecebre.
- Sra. de D'Abondo (Paca Gabaldón). Esposa de l'anterior.
- La Moucha (María Isbert): Guaridora i bruixota.[3]

A pesar que cada "estada" o capítol narra història autònomes, els mateixos personatges poden aparèixer en les diferents històries, perquè totes elles que són diferents aspectes del mateix protagonista de tota l'obra: la fraga de Cecebre.

## Palmarès cinematogràfic
II Premis Goya
| Categoria                  | Persona                            | Resultat   |
| -------------------------- | ---------------------------------- | ---------- |
| Millor pel·lícula          |                                    | Guanyadora |
| Millor actor protagonista  | Alfredo Landa                      | Guanyador  |
| Millor guió                | Rafael Azcona                      | Guanyador  |
| Millor música original     | José Nieto                         | Guanyador  |
| Millor fotografia          | Javier Aguirresarobe               | Candidat   |
| Millor direcció artística  | Félix Murcia                       | Candidat   |
| Millor disseny de vestuari | Javier Artiñano                    | Guanyador  |
| Millor so                  | Bernardo Menz Enrique Molinero Rey | Candidats  |